# 萨普纳
萨普纳是波斯尼亚和黑塞哥维那实体之一波黑联邦圖茲拉州的市镇。市镇面积为118平方公里，2013年人口数量为12,136人。
波黑战争之前，萨普钠为茲沃爾尼克市镇的一部分。根据，原茲沃爾尼克市镇一分为二，属于波黑联邦的部分设立为萨普钠市镇。萨普钠在1998年3月8日正式称为市镇。

## 人口
战前萨普纳的人口数量为13,500人，人口密度为114,4人/平方公里。整个市镇及作为行政中心的同名城镇在整个波黑波什尼亚克族的比重最高。
萨普钠镇（2013年人口普查）
总计: 1,807
- 波族 — 1,722 (99.99%)
- 塞族 — 0 (0.0%)
- 南斯拉夫人 — 14 (0.77%)
- 克族 — 0 (0.0%)
- 其他及未知 — 0 (0.0%)

现今大约有5,350人居住在萨普钠镇。